# 川姫

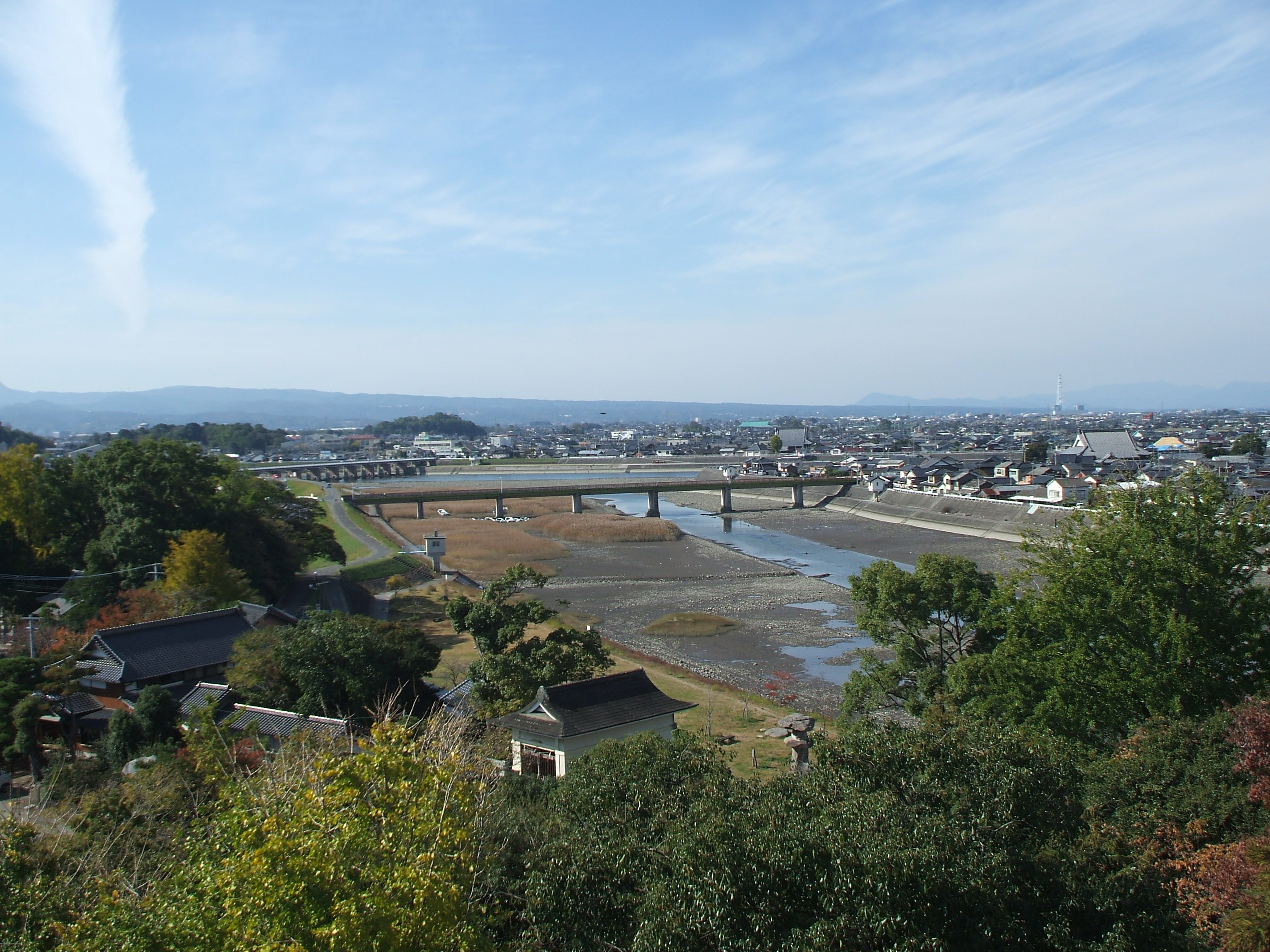
川姫伝説の伝わる大分県中津川

川姫（かわひめ）は、高知県高岡郡、福岡県築上郡、大分県中津地方に伝わる妖怪。その名の通り、川などの水辺に現れる女の妖怪とされる。

## 概要
福岡県では、若い男たちが水車小屋のそばなどに集まっていると、いつの間にか水車の陰などに現れるという。男が心惹かれてしまうと、たちまち川姫に精気を吸い取られてしまう。川姫が現れた際は、その場にいる年寄りが戒めの合図をし、若者たちがすぐさま下を向いて息を殺すことで、この災いから逃れられるという。
大分県では、川上から水面を飛ぶように歩いてきたり、水の中から飛び上がって橋の上に立つ美女だという。
高知では、檮原町の白王神社そばに谷があり、そこに川姫が現れたという以下のような伝承が残されている。
雨の夜。ある男が友人を訪ねて谷を歩いていたところ、見知らぬ美女が糸枠をまいていた。男は女を怪しんで凄んで見せるも、女は笑いかけるのみ。男は女を化け物と直感し、刀を抜いて糸枠を斬ったところ、女は笑いながら水辺に飛び込んで姿を消した。
やがて男は友人のもとに辿り付き、この話をしたところ、友人は「刀は糸を切ると斬れ味が落ちる。家の刀を使え」と言う。後に男が帰り道を歩いていたところ、谷で再びあの女に出会った。女は「糸切り刀では私を斬れません」と言ったが、男は友人から借りた刀を抜き、女を斬り捨てた。この女が川姫だったという。